# Lebanon (Kentucky)
Lebanon város az Amerikai Egyesült Államok Kentucky államában, Marion megyében, melynek megyeszékhelye is. Lakosainak száma 6274 fő (2020. április 1.).

## Népesség
A település népességének változása:

| 2010 | 5 539 |
| 2020 | 6 274 |